# Nikolái Zvérev
Nikolái Serguéievich Zvérev (en ruso: Николай Серге́евич Зве́рев, a veces transcrito, Nikolai Zveref ; 1832  –  1893 ) fue un pianista y profesor ruso conocido por sus alumnos Aleksandr Ziloti, Serguéi Rajmáninov, Aleksandr Skriabin, Konstantín Igúmnov, Aleksandr Goldenweiser y otros.

## Vida
Zvérev nació en 1832 en Volokolamsk, Rusia, en una familia aristocrática.  Asistió a la Universidad de Moscú, estudiando matemáticas y física, mientras tomaba clases de piano de Alexander Dubuque (1812 – 98). No se graduó porque heredó una gran fortuna familiar y se mudó a San Petersburgo para convertirse en funcionario público. Mientras estuvo allí, continuó estudiando piano con Adolf von Henselt, quien enfatizó la importancia de la práctica, que era la base del propio régimen estricto de Zvérev que requería de sus estudiantes. Insatisfecho con el servicio civil, y persuadido por Dubuque, regresó a Moscú en 1867 para convertirse en un maestro privado. En 1870, Nikolái Rubinstein le pidió que enseñara en el Conservatorio de Moscú, y así lo hizo. En algún momento, también estudió armonía con Chaikovski. Zvérev nunca se casó, y puede haber sido homosexual.  Zvérev murió a la edad de 61 años, en 1893. 

## Métodos de enseñanza

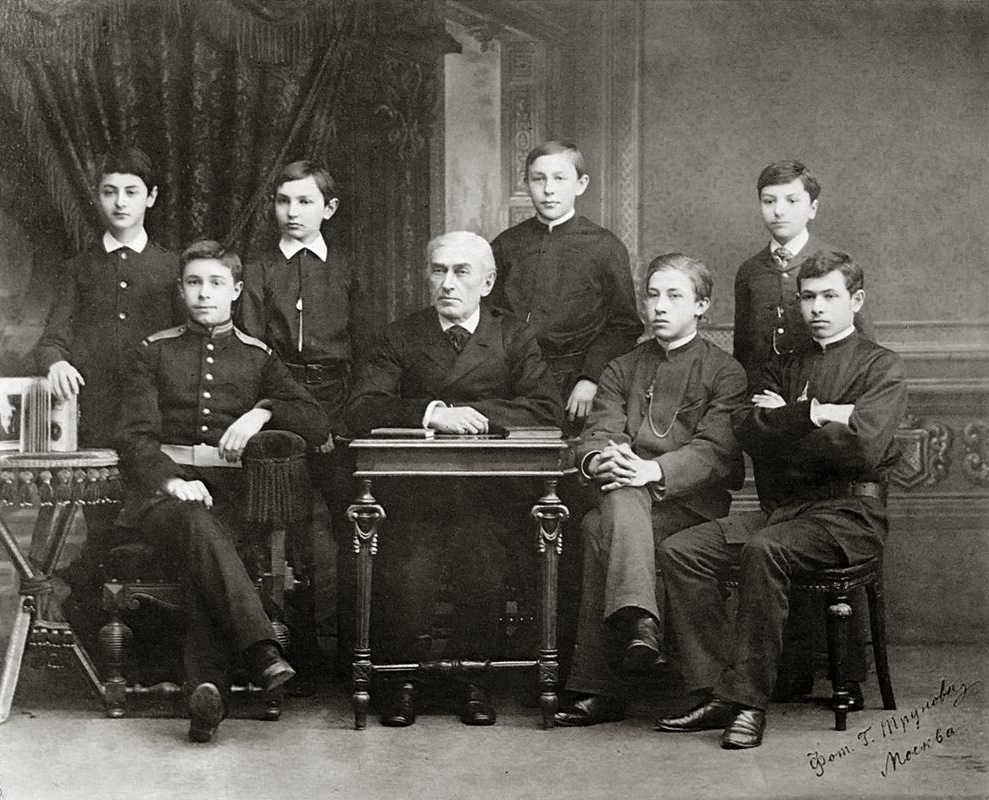
Zvérev (centro) y los estudiantes que alojó, de izquierda a derecha, Samuelson, Skriabin, Maxímov, Rajmáninov, Cherniáyev, Keneman y Pressman.

Los alumnos tenían que hacer una audición para convertirse en estudiantes de Zvérev. Una vez aceptados, se mudarían a su casa. 

Los recuerdos de Rajmáninov son de interés: 
 Entré en la casa de Zvérev con el corazón pesado y presentimientos, después de haber oído hablar de su severidad y "mano pesada", a la que no tuvo reparos en recurrir.  De hecho, pudimos presenciar pruebas de esto último: Zvérev tenía mal genio y podía lanzarse con los puños contra una persona, o lanzar algún objeto al delincuente.  Yo mismo había sido objeto de su furia en tres o cuatro ocasiones ... 
 Pero todas las otras conversaciones sobre sus maneras severas fueron falsas.  Este era un hombre de intelecto raro, con generosidad y amabilidad.  Consiguió un gran respeto entre las mejores personas de su tiempo. 
 De hecho, la disciplina entró en mi vida.  ¡Dios no permita que salga del piano cinco minutos antes de que terminen las tres horas!  O una nota incompleta: tales casos fueron capaces de provocarle un enfado temible.  Sin embargo, todos nuestros logros y diligencia dieron sus frutos: nos llevó a nosotros, sus alumnos, a varias salas de conciertos.  Cuando terminé de tocar, Zvérev dijo: "¡Así es como uno debe tocar el piano!" 
 La impresión era que estaba bastante loco por nosotros, sus alumnos.  Nunca nos quitó una moneda como pago: ni por lecciones ni por pensión (después de todo, vivíamos en su casa).  Nos vistió con los mejores sastres, nunca nos perdimos un estreno en los teatros de Moscú: musicales o dramáticos.  Por supuesto, ningún concierto realmente bueno nos pasó desapercibido.  Y ese fue un momento en el que había mucho que ofrecer: ¡asistir a los famosos conciertos históricos de Antón Rubinstein, donde tuvimos la oportunidad de escuchar todo lo mejor! 
 Zvérev nunca se limitó a criarnos como pianistas.  Hizo todo lo posible por darnos una buena educación integral.  Estaba profundamente interesado en el tipo de lectura que haciamos.
 Zvérev requería muchas cosas de cada estudiante, incluidas las asistencias obligatorias a la ópera y los ensayos de música de cámara.  A lo largo de la semana, sus alumnos tenían que practicar muchas horas, pero el domingo, se relajaban y él era el anfitrión de una casa abierta. Por la tarde y la noche, invitaría a figuras musicales e intelectuales de todo Moscú. Sus invitados incluyeron a Piotr Ilich Chaikovski, Serguéi Tanéyev, Antón Arenski, Antón Rubinstein, Vasili Safónov, Aleksandr Ziloti y otros músicos, actores, abogados y profesores. Durante estas reuniones, no permitiría que nadie tocara el piano, excepto para ilustrar un punto, porque eran a sus alumnos a quienes se dirigían las reuniones.

### Alumnos
Zvérev tomó solo estudiantes varones, y se refirió a ellos como "cachorros" ( en ruso: зверята ), (su propio apellido se deriva de ruso зверь, que significa bestia, o animal ).  Los siguientes fueron algunos de sus estudiantes destacados: 